# جورج أكرلوف
ولد جورج اكرولف (George A. Akerlof) في 17 يونيو 1940 في نيو هيفين في كونيتيكت. كان والدة أستاذ للكيمياء وهو من أصل يهودي ألماني. دخل جامعة ماساتشوستس في خريف 1962 وتخصص في الرياضيات والاقتصاد اوكانت الصلة مع النظرية الاقتصادية وهو يري أن النموذج الاقتصادي هو المعيار الذي يمثله رياضيا بشكل واضح وبسيط واضح وبسيط مثل الكاريكاتير أيضا. عمل سولو بوضوح مع نموذجين من هذا النوع كما هو الحال في نظرية النمو.
في النموذج الأول الناتج من العمل يعتمد على الراسماليه العتيقة وفي الثانية يكون رأس المال بديلا للعمل وامام رأس المال المنتج ولكن لم يعد ذلك بديلا. التقى في جامعة ماساتشوستس مع جو ستيغليتز، وايفا كولورني والهندي داتا شوضوري ويقال نووشيرفاني وتوم ويسكوبف ستيف وكارل اراك ومايك روتشيلد وديك أوستر، وشيشينسكي وغيرهم حيث تعلموا نظرية النمو.
استخدم تقنيات مستمده من «سوق الليمون» (بالإنجليزية: Market for Lemons) في محاولة استخلاص نظرية البطالة والتغييرات في السياسة النقدية. تخرج من جامعة ماساتشوستس في 1966 وأصبح أستاذ مساعد في بيركلي. في أول سنة في بيركلي كتب عن «سوق الليمون» وفي الوقت ذاته تواصل عمله على الكينزيه في الاقتصاد الكلي. في السنة الأولى بعد التخرج اتضح له أيضا أن النموذج الأول من مراحل تحديد الأجور والأسعار.
بالنسبة للوفيشر تايلور أكثر تعقيدا من النموذج الأصلي وعقلانيه ثم عمل سنة في المعهد الهندي في نيودلهي كرئيس مجموعة تسعى إلى وضع برنامج لتوزيع المياه من سد بهاكرا - نانغال في شمال البنجاب. أراد وضع جدول زمني للإفراج عن الماء حتى الفلاحين في زراعة الأصناف الجديدة من القمح يمكن أن تطمئن إلى أنها لن تحصل على المياه التي يحتاجونها لاتخاذ مثل هذا الاستثمار المجدي.
يري ان المشكلة الأساسية في الاقتصاد هي البطالة. والبطالة تتضمن وجود فجوة بين العرض والطلب وفي الهند نظام الطبقات أدى إلى فجوه بين العرض والطلب وواضح أن الهند أصبحت حجر الأساس لفكرة في مساهمات لتطوير فعالية الأجر ونظرية البطالة في البلدان الغربية. كشفت هذه النظرية على مدى السنوات العشرين الماضية.
أيضا أمضي سنتين على ورقة قبل وضع منحنى فيليبس اكيليراتيونيست إلى الاقتصاد الكلي وكتب عن مراقبة الحسابات المصرفية على كفاءه السياسة النقدية مع ريكاردو كاباييرو. في عام 1963 توقف العمل في 1983.

## روابط خارجية
- جورج أكرلوف على موقع الموسوعة البريطانية (الإنجليزية)
- جورج أكرلوف على موقع مونزينجر (الألمانية)
- جورج أكرلوف على موقع إن إن دي بي (الإنجليزية)